# 古巴—以色列關係
古巴－以色列關係指的是古巴和以色列之间的当前和历史上的关系。自1973年以来，两国一直没有正式外交关系。以色列在加拿大驻哈瓦那大使馆设有利益代表处。

## 历史

### 早期关系

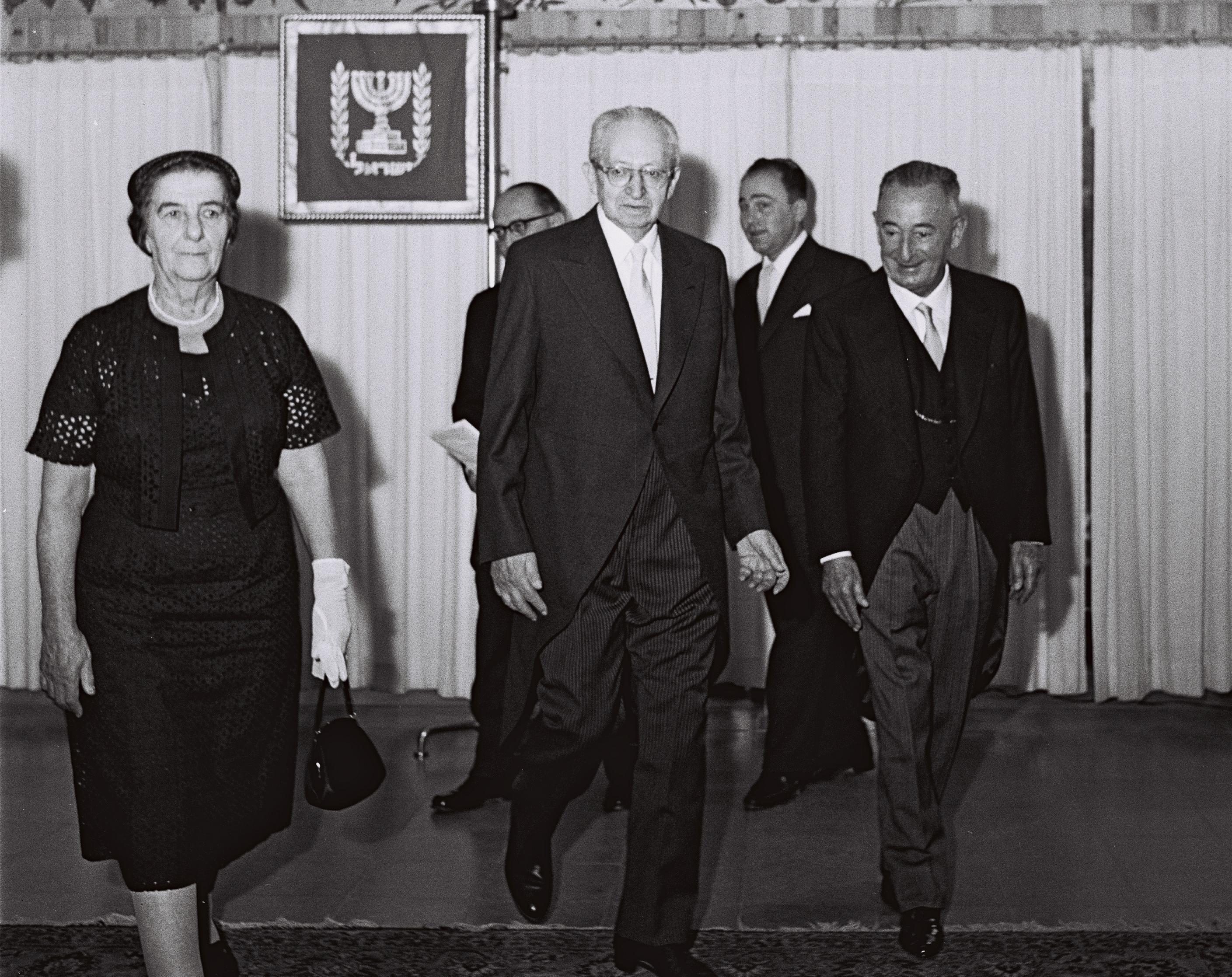
1960年，古巴大使里卡多·沃尔夫与以色列总统伊扎克·本-兹维和外交部长果尔达·梅厄在耶路撒冷

自以色列建国以来，古巴和以色列的关系一直动荡不安。1919年，古巴支持犹太人独立的想法，并谴责1942年第三帝国对犹太人的灭绝。1947年11月29日，古巴是美洲唯一投票反对导致以色列成立的联合国巴勒斯坦分治计划的国家。 尽管如此，古巴还是承认了以色列，两国于1949年建立了外交关系。1952年，以色列在哈瓦那开设了一个荣誉领事馆，并于1954年将领事馆升级为外交使领馆。1957年，古巴在以色列设立了外交办事处。
1959年1月，菲德尔·卡斯特罗上台，成为古巴总理。1961年，卡斯特罗总理任命里卡多·沃尔夫为驻以色列大使。20世纪60年代，卡斯特罗总理开始与阿拉伯国家发展密切的联盟关系。1967年6月的六日战争之后，古巴和罗马尼亚是唯二没有与以色列断绝外交关系的社会主义国家。 1967-1970年，古巴在消耗战争期间向埃及提供军事援助，帮助埃及占领西奈半岛，该半岛在六日战争后被以色列军队占领。
1973年9月，在阿尔及利亚举行的不结盟运动首脑会议上，古巴在首脑会议上宣布他们将断绝与以色列的外交关系。1973年10月，古巴向叙利亚派遣军队和装备，协助埃及和叙利亚在赎罪日战争中对抗以色列。 战后，古巴和以色列的关系不复存在。以色列和美国是1992年以来唯二投票支持对古巴禁运的国家。

### 1991年后
1991年12月，苏联解体，在经济上严重影响了古巴政权。古巴的外交政策发生了巨大变化，该国不再向其他国家提供军事援助和军队，古巴政权也不再支持国家恐怖主义。1992年，以色列的公司开始在古巴运营，由前以色列部长拉菲·埃坦领导。以色列游客也开始访问这个岛国。
1994年，在纳尔逊·曼德拉就任南非总统期间，卡斯特罗主席会见了以色列总统埃泽尔·魏茨曼。1995-1999年间，卡斯特罗允许400名古巴犹太人在加拿大政府的帮助下移民到以色列，这被称为“雪茄行动”。1996年，在法国前总统弗朗索瓦·密特朗的葬礼上，卡斯特罗主席会见了以色列总理西蒙·佩雷斯并进行了交谈。2000年，卡斯特罗总统和巴拉克总理在纽约举行的千年峰会上会面。
2010年9月，菲德尔·卡斯特罗在与美国记者杰弗里·戈德堡交谈时宣布，他相信以色列有权作为一个犹太国家存在，并谴责否认大屠杀的人。卡斯特罗还对伊朗的核野心表示担忧。卡斯特罗发表讲话后，以色列总理内塔尼亚胡赞扬了卡斯特罗的讲话。两国之间曾有过重建外交关系的谈话，但没有采取任何重大措施。